# Сіза Дламіні
Сіза Дламіні (англ. Siza Dlamini, нар. 2 квітня 1976) — свазілендський футболіст, нападник збірної Свазіленду та футбольного клубу «Джомо Космос».